# Vetenskapsområde
Vetenskapsområde är sedan 1999 i Sverige benämningen på vad som tidigare kallades fakultet, det vill säga rätt till forskningsanslag och rätt att utfärda doktorsexamen. Idag har alla svenska lärosäten forskningsanslag, varför den gamla fakultetsbenämningen förlorat en del av sin funktion. Vetenskapsområdets främsta funktion är alltså i relation till forskarutbildningen.
Svenska universitet har generell rätt att utfärda doktorsexamen, medan svenska högskolor kan ansöka hos regeringen om ett visst vetenskapsområde. Beslutet föregås av att regeringen ber Högskoleverket att granska den vetenskapliga verksamheten vid den aktuella högskolan. För närvarande finns flera ansökningar hos regeringen, men inget granskningsuppdrag har lämnats till Högskoleverket.
Högskolor utan eget vetenskapsområde kan bedriva forskarutbildning i samarbete med ett lärosäte med vetenskapsområde. Forskarstudenten bedriver då merparten av sin verksamhet vid högskolan i frågan, men är formellt antagen vid lärosätet med vetenskapsområde. Det har i några fall lett till vissa konflikter kring ansvarsfrågor och ekonomi. Genom ett riksdagsbeslut fattat i februari 2006 kommer tilldelade vetenskapsområden även innebära rätt att utfärda den nya svenska mastersexamen. Regelverket kring masterexamen utarbetas av utbildnings- och kulturdepartementet under våren.
De fyra vetenskapsområdena är humanistiskt-samhällsvetenskapligt, tekniskt, naturvetenskapligt och medicinskt. Vetenskapsrådets indelning i ämnesråd följer i stort vetenskapsområdena, men skiljer sig på några punkter. Naturvetenskap och teknikvetenskap har ett gemensamt ämnesråd medan en särskild kommitté handhar utbildningsvetenskap.